# Ninohe
Ninohe (Japans: 二戸市, Ninohe-shi) is een stad in de prefectuur Iwate in het noorden van Honshu, Japan tegen de grens met de prefectuur Aomori. De stad heeft een oppervlakte van 420,31 km² en begin 2008 ruim 30.500 inwoners.

## Geschiedenis
Ninohe werd op 1 april 1972 een stad (shi) na samenvoeging van de gemeente Fukuoka en het dorp Kindaichi.
Op 1 januari 2006 heeft Ninohe een buurgemeente geannexeerd.

## Bezienswaardigheden
In Ninohe ligt het historische Kunohe (lett. negende deur) kasteel. Er is weinig van over en de contouren zijn nog net zichtbaar.
Kindaichi Onsen is een populaire faciliteit rond een warme bron in de stad.

## Verkeer
Ninohe ligt aan de Tohoku Shinkansen van de East Japan Railway Company en aan de Iwate-Ginga spoorweg.
Ninohe ligt aan de Hachinohe-autosnelweg en aan de autowegen 4 en 395.

## Aangrenzende steden
- Hachimantai